# 浮遊ゲートMOSFET
浮遊ゲートMOSFET（ふゆうゲートMOSFET、floating-gate MOSFET、FGMOS）とは、通常のMOSFETと似た構造を持つ電界効果トランジスタ。
FGMOSではゲートが電気的に絶縁されており、直流での浮遊ノードを作る。多くの第2ゲートやインプットが浮遊ゲート(FG)の上に堆積され、電気的に絶縁されている。インプットは、FGに容量結合しているだけである。
FGは電気抵抗の大きな物質に完全に囲まれているため、FGに蓄えられている電荷量は長期間変わらない。
FG中の電荷量を変更するために、Fowler-Nordheimトンネル効果やホットキャリア注入が通常用いられる。
FGMOSの応用として、EPROM、EEPROM、フラッシュメモリでのデジタル記憶素子、ニューラルネットワークでのニューラル計算素子、アナログ記憶素子、デジタルポテンショメータ、シングルトランジスタD/Aコンバータがある、

## 歴史
最初の浮遊ゲートMOSFETは1967年にカーンとジィーによって報告された。最初のFGMOSの応用は、EEPROM、EPROM、フラッシュメモリでのデジタルデータの保存であった。
1989年にインテルはETANNチップでのアナログ不揮発性メモリ素子としてFGMOSを使い、他のデジタルメモリではなくFGMOSデバイスを使う可能性を示した。
現在の多くのFGMOS回路開発の基礎作りをした３つの研究がある。
1. ThomsenとBrookeによる標準的なCMOSダブルポリプロセスでの電子トンネル効果の実証[3]。これにより特殊な製造プロセスを使わずにFGMOS回路を調査できるようになった。
2. 柴田と大見によるνMOSまたはニューロンMOS回路のアプローチ[4]。これは線形計算でキャパシタを使うインスピレーションと枠組みを最初に与えた。彼らはデバイス特性ではなくFG回路特性に注目した。電荷を等しくするためにUV光を、またはMOSFETスイッチを開閉することでシミュレートされたFG素子を使った。
3. Carver Meadの適応網膜(adaptive retina)[5] は適応回路技術の骨格としてUV光による連続動作FG書込み/消去技術の最初の例を与えた。

## 構造

浮遊ゲートトランジスタの断面図

FGMOSは標準的なMOSトランジスタのゲートを、ゲートとの抵抗接続が無いように電気的に孤立させることで作ることができる。多くの第2のゲートやインプットが浮遊ゲート(FG)の上に堆積され、電気的に孤立している。これらのインプットはFGと容量結合している。なぜならFGは電気抵抗の大きな材料によって完全に囲まれているからである。よってDC動作の観点から見ると、FGは浮遊ノードである。
FGの電荷を変化させる場合、注入とトンネリングを制御するためのトランジスタ対が各FGMOSトランジスタに付け加えられる。
全てのトランジスタのゲートは互いに繋がれる。トンネリングトランジスタは、容量性のトンネリング構造を作るために相互接続されたソース/ドレインとバルク末端を持つ。注入トランジスタは正常に接続され、浮遊ゲートへの電場によって注入されるホットキャリアを作るために、固有の電圧が与えられている。
純粋にキャパシタとして用いるFGMOSトランジスタはNまたはP型で製造できる。
電荷を変化させる用途では、トンネリングトランジスタ(ひいては動作するFGMOS)はウェルへ埋め込まれる必要がある。このため製造されるFGMOSのタイプは技術の影響を与える。

## モデル化

### 大信号DC
FGMOSを構築するMOSトランジスタの動作を記述する式から、FGMOSのDC動作をモデル化する式が導出できる。
FGMOSデバイスのFGでの電圧が決定できれば、標準的なMOSトランジスタのモデルを用いてドレイン-ソース電流を求めることができる。
よってFGMOSデバイスの大信号動作をモデル化する一連の式を導出するためには、実効インプット電圧とFGでの電圧との関係を見つける必要がある。

### 小信号
N-インプットFGMOSデバイスは1つのMOSトランジスタよりもN−1個だけ多く末端を持つため、N+2個の小信号パラメータが定義できる。N個の実効インプット相互コンダクタンスと、アウトプット相互コンダクタンス、バルク相互コンダクタンスである。それぞれ、
{\displaystyle g_{mi}={\frac {C_{i}}{C_{T}}}g_{m}\quad {\mbox{for}}\quad i=[1,N]}
{\displaystyle g_{dsF}=g_{ds}+{\frac {C_{GD}}{C_{T}}}g_{m}}
{\displaystyle g_{mbF}=g_{mb}+{\frac {C_{GB}}{C_{T}}}g_{m}}
ここで{\displaystyle C_{T}}は浮遊ゲートで見られる全容量である。
３つの式から、FGMOSはMOSトランジスタよりも次の欠点があることが分かる。
- インプット相互コンダクタンスの減少
- アウトプット抵抗の減少

## シミュレーション
初期条件は固定されていなければ未知であるため、通常の状況下では回路での浮遊ノードはエラーを示す。
ここから２つの問題が生じる。
第一に、これらの回路をシミュレートするのが簡単ではなくなる。
第二に、未知の電荷量が製造プロセス中に浮遊ゲートでトラップされ続け、FG電圧の初期条件が未知となる。
コンピュータシミュレーションのために提案された多くの解決法の中で、最も見込みのある手法の１つがRodriguez-Villegasによって提案されたInitial Transient Analysis (ITA)  である。FGはゼロボルト、または製造プロセス後に測定されるFGにトラップされた電荷量に基づいた電圧にセットされる。
transient analysisは供給電圧を最終値にセットして行われ、アウトプットが正常に発展する。
FGの値はこのとき抽出され、後の小信号シミュレーションで使われ、非常に高い値のインダクタを用いた浮遊ゲートへ電圧供給を最初のFG値につなげる。

## 応用
FGMOSの使用法と応用は、大まかに２つのの場合に分類できる。
浮遊ゲートの電荷が回路を使用する間変化しない場合、動作は容量的に結合している。
容量結合型の動作では、浮遊ゲートの正味の電荷は変化しない。
この型の応用の例は、シングルトランジスタ加算器、D/Aコンバータ、マルチプレクサ、ロジック機能、可変閾値インバータがある。
書き込み可能な電荷素子としてFGMOSを使うと、一般的にフラッシュメモリ、EPROM、EEPROMメモリなどの不揮発性ストレージで使われる。
この場合、電源供給なしで電荷を長時間蓄えることができるため浮遊ゲートは有用である。
その他のFGMOSの応用は、ニューロンネットワークでのニューロン計算素子、アナログ記憶素子、デジタルポテンショメータがある。